# Pseudonaja ingrami
Pseudonaja ingrami là một loài rắn trong họ Rắn hổ. Loài này được Boulenger mô tả khoa học đầu tiên năm 1908.